# Nagy Gergely (újságíró)
Nagy Gergely (Budapest, 1969. április 8. – ) magyar író, újságíró szerkesztő, korábban a Kimnowak illetve az Eat Me! együttesek tagja, basszusgitárosa.

## Életpályája
A Színház- és Filmművészeti Főiskolán végzett 1992-ben, dramaturgia szakon. Az 1990-es években rövid ideig dolgozott színházaknál, illetve kulturális tévéműsorokat vezetett, majd újságírással és irodalommal kezdett foglalkozni.
2000-től a HVG Online újságírója. 2009-ben távozott a HVG-től. Ezután és két és fél éven át a nyomtatott Nők Lapja vezető szerkesztője, majd 2012 és 2016 
között a Könyvjelző című lap szerkesztője volt. Folyamatosan írt kortárs képzőművészetről a Tranzit Blog, a 0m2 és a Műértő számára.
2013 és 2021 között az Artportalt szerkesztette (Az Artportal 2024 áprilisában lekerült a webről, jelenleg csak a Wayback Machine-ben hozzáférhető).   2013-ban jelen van az OFF-Biennále Budapest független kortárs művészeti biennálé alapításánál, később kommunikáciuós feladatokjat végez az OFF-Biennálének, jelenleg az eseményt gondozó OFF-Biennále Egyesület tagja. 2016-ban kezdeményezője volt az öt, kelet-közép európai művészeti lapot összefogó East Art Mags projektnek. 2021 és -23 között A mű (www.amu.hvg.hu), azaz az egykori Műértő című folyóirat online változatának főszerkesztője volt.
2024 áprilisától a Qubit újságírója.

### Zenészként
Tizenéves kora óta zenél. 1983 és -87 között A CÉG nevű zenekar basszusgitárosa volt. 1993-tól megszűnéséig a Kimnowak zenekar, majd 2003 és 2011 között az Eat Me! zenekar basszusgitárosa volt. 2023-ban közreműködött a Lost Hype zenekar debütáló albumán. Jelenleg a Beatroot Project nevű formációval dolgozik.

## Könyvei
- Adjatok egy pontot! (novellák, 1999, Palatinus Kiadó)
- Basszus! Zene és szöveg; Palatinus, Bp., 2003
- Angst. A városi harcos kézikönyve; Ulpius-ház, Budapest, 2007
- Simon és Simon (regény, 2016, Kalligram kiadó)